# Liste historischer Stiftskapitel
Dies ist eine Liste historischer Stiftskapitel.

## Belgien
- Collégiale Saint-Martin d'Alost
- Collégiale Sainte-Begge d'Andenne
- Collégiale Saints-Pierre-et-Guidon, Anderlecht
- Collégiale Saint-Georges à Amay
- Collégiale Sainte Walburge, Audenaarde
- Collégiale Saint-Ursmer de Binche
- Collégiale Notre-Dame, Brügge
- Collégiale St. Gudula, Brüssel
- Collégiale Saint-Hadelin de Celles-lez-Dinant
- Collégiale Saints-Pierre-et-Paul de Chimay
- Collégiale Notre-Dame, Ciney
- Collégiale Notre-Dame, Courtrai.
- Collégiale Notre-Dame de Dinant
- Collégiale Saint-Feuillen de Fosses-la-Ville
- Collégiale Notre-Dame de Huy
- Collégiale Saint-Barthélemy, Lüttich
- Collégiale Saint-Denis, Lüttich
- Collégiale Saint-Jean, Lüttich
- Collégiale Saint-Paul, Lüttich
- Collégiale Saint-Pierre, Lüttich
- Collégiale Saint-Martin, Lüttich
- Collégiale Sainte-Croix, Lüttich
- Collégiale Saint-Georges, Limbourg
- Collégiale Saint-Ursmer de Lobbes
- Collégiale Sainte-Waudru de Mons
- Collégiale Notre-Dame de Namur, Namur
- Collégiale Saint-Pierre-au-Château de Namur
- Collégiale Saint-Aubain de Namur, Kathedrale
- Collégiale Saint-Monon, Nassogne
- Collégiale Sainte-Gertrude de Nivelles
- Collégiale Saint-Médard, Ouffet
- Collégiale Saint-Maurice de Sclayn, Andenne
- Collégiale Saint-Vincent de Soignies
- St. Walburga (Veurne)
- Collégiale Saints-Martin-et-Hadelin, Visé.
- Collégiale Saint-Étienne de Waha

## Deutschland
siehe auch Liste der Kollegiatstifte im Heiligen Römischen Reich
| Ort                               | Name                                           | Bestehenszeit                   | Bistum                                                             | Anmerkungen |
| --------------------------------- | ---------------------------------------------- | ------------------------------- | ------------------------------------------------------------------ | --- |
| Aachen                            | St. Adalbert                                   |                                 | Erzbistum Köln                                                     | Kanonikerstift |
| Aachen                            | St. Marien                                     | 855–1802                        | Erzbistum Köln                                                     | Kanonikerstift, Krönungsstift; 12 (später 39) Kanoniker |
| Altötting                         | St. Philippus und Jakobus                      | 876–1803                        | Bistum Passau                                                      | Kanonikerstift; 12 (seit 1389 8 und seit 1672 16) Kanoniker; seit 1637 6 Vikare |
| Ansbach                           | St. Gumbert                                    | 11. Jh. bis 1563                | Bistum Bamberg                                                     | Liste der Pröpste des Kollegiatstifts St. Gumbertus in Ansbach; Kanonikerstift; vorher Benediktiner; Propst und 19 Kanoniker |
| Aschaffenburg                     | St. Peter und Alexander                        | 950–1803                        | Erzbistum Mainz                                                    | Kanonikerstift; Propst, Dekan und bis zu 28 Kanoniker; Propstei seit 1262 dem Mainzer Domkapitel inkorporiert; Propst war ab 1588 immer der Erzbischof von Mainz |
| Augsburg                          | St. Gertrud                                    | 1071–1795                       | Bistum Augsburg                                                    | Kanonikerstift |
| Augsburg                          | St. Moritz                                     | 1388–1797                       | Bistum Augsburg                                                    | Kanonikerstift |
| Augsburg                          | St. Peter                                      | 1067–1803                       | Bistum Augsburg                                                    | Kanonikerstift; Propst und 3 bis 5 Kanoniker |
| Augsburg                          | St. Stephan                                    | 969–1803                        | Bistum Augsburg                                                    | Kanonissenstift |
| Bamberg                           | St. Gangolf                                    | 1057/1059 bis 1803              | Bistum Bamberg                                                     | Kanonikerstift; Propst + 10 Kanoniker + 4 Domizellare; 9 Vikare; Propstei wurde vom Bischof mit einem Domherren besetzt |
| Bamberg                           | St. Jakob                                      | 1072–1803                       | Bistum Bamberg                                                     | Kanonikerstift; 25 Kanoniker; seit 1463 dem Domdekan unterstellt |
| Bamberg                           | St. Stephan                                    | 1007/09–1803                    | Bistum Bamberg                                                     | Kanonikerstift; Propst (durch Bischof eingesetzt), Dekan (gewählt) und Kanoniker |
| Bassum                            | St. Mauritius und Viktor                       | 858–1541                        | Bistum Osnabrück                                                   | Kanonissenstift; seit 1541 evang., bestehend |
| Bardowiek                         | St. Petrus und Paulus                          |                                 | Bistum Verden                                                      | Kanonikerstift |
| Bautzen                           | St. Petri                                      | 1217/1218 bis?                  | Bistum Meißen                                                      | Kanonikerstift |
| Beckum                            | St. Stephanus                                  | 1267–1811                       | Bistum Münster                                                     | Kanonikerstift, Dekan (1554–1618 unbesetzt) und 7 Kanoniker (seit 1635), 7 Vikare; Propst war immer ein Münsteraner Domherr und kein Kapitelmitglied. |
| Berchtesgaden                     | St. Peter und Johannes der Täufer              | um 1102 bis 1803                | Erzbistum Salzburg; ab 1455 geistlich dem Papst direkt unterstellt | Kanonikerstift, Augustinerchorherren; ab 1559 Fürstpropstei |
| Böddeken                          |                                                | 836–1408                        | Bistum Paderborn                                                   | Kanonissenstift |
| Bonn                              | St. Cassius und Florentinus                    | bis 1802                        | Erzbistum Köln                                                     | Kanonikerstift |
| Brandenburg                       | St. Peter und Paul                             | seit 1507                       | Bistum Brandenburg                                                 | Kanonikerstift; vorher Prämonstratenser; Kathedrale; seit 1544 evangelisches Stift |
| Borghorst                         | St. Nikomedes                                  | 968–1811                        | Bistum Münster                                                     | Kanonissenstift; Äbtissin + 13 Kanonissen + 3 Kanoniker |
| Bruchsal                          |                                                | 1507–1802/1803                  | Bistum Speyer                                                      | Kanonikerstift; vorher Benediktiner; von Odenheim verlegt; Propst, Dekan, Scholaster, Cantor, Custos und 12 Kanoniker (davon zwei Bürgerliche mit Doktorat); 7 (später 10) Vikare |
| Buchau                            | St. Cornelius und Cyprianus                    | 1415–1803                       |                                                                    | Kanonissenstift; Fürstabtei; vorher Augustinerchorfrauen; Äbtissin + Priorin + 6 Kanonissen |
| Bücken                            | St. Maternian und Nikolai                      | 882–1648                        | Erzbistum Bremen                                                   | Kanonikerstift |
| Busdorf                           | Petrus und Andreas                             | 1036–1803                       | Bistum Paderborn                                                   | Kanonikerstift |
| Bützow                            | St. Maria, Johannes und Elisabeth              | 1248 bis?                       | Bistum Schwerin                                                    | Kanonikerstift |
| Delmenhorst                       | St. Marien                                     | 1286–1575                       | Erzbistum Bremen                                                   | Kanonikerstift |
| Dietkirchen (Limburg an der Lahn) | St. Lubentius                                  | 841 bis?                        | Erzbistum Trier                                                    | Kanonikerstift; Dekan, Scholaster, Kantor, Kustos, 8 Kanoniker; 8 Vikare (ab 1588 Dekan, 6 Kanoniker und 2 Kanoniker ohne Residenzpflicht, 4 Vikare); Propst hat keinen Sitz im Kapitel |
| Dietkirchen                       |                                                |                                 | Erzbistum Köln                                                     | Adliges Kanonissenstift |
| Dillingen                         | St. Peter                                      | 1498–1803                       | Bistum Augsburg                                                    | Kanonikerstift; Dekan (bis 1592 Präzeptor genannt) und 11 Kanoniker |
| Düsseldorf                        | St. Lambert                                    |                                 | Erzbistum Köln                                                     | Kanonikerstift |
| Eichstätt                         | Unsere Liebe Frau                              | 1318–1806                       | Bistum Eichstätt                                                   | Kanonikerstift; Propst, Dekan, Pfarrer und 12 Kanoniker; 1 Frühmessner; Kanonikate wurden durch das Domkapitel besetzt |
| Eichstätt                         | St. Willibald                                  | bis 1806                        | Bistum Eichstätt                                                   | Kanonikerstift; 9 Kanoniker; Kanoniker mussten promovierte Juristen oder Theologen sein; Stift unterstand dem Domdekan |
| Eisgarn                           | St. Marien                                     | 1330–2009                       | Bistum St. Pölten                                                  | Kanonikerstift |
| Elten                             | St. Vitus                                      | 967–1803/1811                   |                                                                    | Kanonissenstift; Reichsstift; Äbtissin + 11 Kanonissen + 4 Kanoniker |
| Emmerich                          | St. Martin                                     |                                 | Bistum Utrecht                                                     | Kanonikerstift |
| Enger                             | St. Dionysius                                  | 947–1802                        |                                                                    | Kanonikerstift; 12 Kanoniker (je vier Priester, Diakone sowie Subdiakone) |
| Erfurt                            | St. Severi                                     | 935–1803                        | Erzbistum Mainz                                                    | Kanonikerstift |
| Essen                             | St. Cosmas und Damian                          | ca. 845 bis 1803                | Erzbistum Köln                                                     | Kanonissenstift; Fürstabtei |
| Essing                            | Heilig Geist                                   | 1367–1796                       | Bistum Regensburg                                                  | Kanonikerstift |
| Eutin                             | St. Michael                                    | 1308–1803                       | Bistum Lübeck                                                      | Kanonikerstift; später evangelisches Stift |
| Feuchtwangen                      | St. Salvator                                   | 11. Jh. bis 1563                | Bistum Augsburg                                                    | Kanonikerstift; vorher Benediktiner; Propst (aus den Reihen des Augsburger Domkapitels benannt) und 11 Kanoniker |
| Fischbeck                         | St. Johannis                                   | seit 955                        |                                                                    | Kanonissenstift |
| Forchheim                         | St. Martin                                     | 1354–1803                       | Bistum Bamberg                                                     | Kanonikerstift; Titularpropst, Dekan und 9 Kanoniker |
| Frankfurt                         | St. Bartholomäus                               |                                 | Erzbistum Mainz                                                    | Kanonikerstift |
| Frankfurt                         | St. Leonhard                                   | 1317–1803                       | Erzbistum Mainz                                                    | Kanonikerstift; Dekan + 11 Kanoniker + 12 Vikare |
| Frankfurt                         | St. Marien                                     | 1325–1803                       | Erzbistum Mainz                                                    | Kanonikerstift; Dekan + Kanoniker |
| Freising                          | St. Andrä                                      | ca. 1059 bis 1802               | Bistum Freising                                                    | Kanonikerstift; vorher Benediktiner; Propst, Dekan und 19 Kanoniker |
| Freising                          | St. Benedikt                                   | 816 bis?                        | Bistum Freising                                                    | Kanonikerstift; Kathedrale; vorher Benediktiner; Propst, Dekan und 13 Kanoniker, 9 Domizellare |
| Freising                          | St. Johannes                                   | 1319–1803                       | Bistum Freising                                                    | Kanonikerstift; Propst, Dekan und 6 Kanoniker; Bischof ernannte Propst aus den Reihen der Domherren; Dekan war immer der Domzeremoniar |
| Freising                          | St. Paul                                       | 1251–1802                       | Bistum Freising                                                    | Kanonikerstift; an einem Altar in der Kathedrale gelegen und ohne eigene Kirche; 4 Kanoniker |
| Freising                          | St. Veit                                       | um 1020 bis 1802                | Bistum Freising                                                    | Kanonikerstift; Propst, Dechant und 8 Kanoniker; 4 Vikare; Dechant seit 1692 von Bischof ernannt |
| Freckenhorst                      | St. Bonifatius                                 | 854–1812                        | Bistum Münster                                                     | Adliges Kanonissenstift |
| Fritzlar                          | St. Petri                                      | 724/1005 bis 1803               | Erzbistum Mainz                                                    | 724 von Bonifazius als Benediktinerkloster gegründet; 1005 Benediktinerstift |
| Gandersheim                       | St. Anastasius und Innocentius                 | 852–1810                        |                                                                    | Kanonissenstift; Reichsstift |
| Gemünden                          | St. Severus                                    | 879–1566/1568                   | Erzbistum Trier                                                    | Kanonikerstift; aus Kettenbach verlegt; Reichsstift; Propst und 11 Kanoniker; Grafen von Westerburg ernennen Pröpste und Kanoniker |
| Gernrode                          | St. Cyriakus                                   | 959 bis 17. Jh.                 | Bistum Halberstadt                                                 | Kanonissenstift; Reichsabtei; Äbtissin + Pröpstin + Dechantin + 21 Kanonissen + Kanoniker + Vikare |
| Geseke                            | St. Cyriakus                                   | 946–1823                        | Erzbistum Köln                                                     | Kanonissenstift; Äbtissin + Pröpstin + Dechantin + 26 Kanonissen + 3 Kanoniker (ab 1775 4 Kanoniker) + 2 Kapläne + 2 Diakone |
| Greifswald                        | St. Nikolai                                    | 1457 bis?                       | Bistum Kammin                                                      | Kanonikerstift |
| Grönenbach                        | St. Philipp und Jakob                          | 1479–1804                       | Bistum Augsburg                                                    | Kanonikerstift; Dekan und 12 Kanoniker |
| Güstrow                           | St. Maria, Johannes und Cäcilia                | 1226–1552                       | Bistum Kammin                                                      | Kanonikerstift |
| Habach                            | St. Ulrich                                     | bis 1803                        | Bistum Augsburg                                                    | Kanonikerstift |
| Halberstadt                       |                                                | 12. Jh. bis 1810                | Bistum Halberstadt                                                 | Kanonikerstift; Kathedrale; 22 Kanoniker mit Propst und Dekan |
| Havelberg                         |                                                | 1506–                           | Bistum Havelberg                                                   | Kanonikerstift; vorher Prämonstratenser; Kathedrale; Landesherr besetzt seit 1514 Propstei |
| Heerse                            | St. Saturnina                                  | 868–1810                        | Bistum Paderborn                                                   | Adliges Kanonissenstift; Äbtissin, Dechantin, 10 Kanonissen, 2 Kanoniker |
| Herford                           | St. Maria und St. Pusinna                      | 8. Jh. bis 1803                 |                                                                    | Adliges Kanonissenstift; Reichsabtei |
| Herford                           | St. Johannes Baptist                           | 1414–1810                       |                                                                    | Kanonikerstift; von Engern verlegt; Propst, Dekan, Kustos, Thesaurar und 8 Kanoniker; 5 Vikare, 4 Benefiziaten; seit 1549/1672 nur noch ein katholischer Kanoniker |
| Herrieden                         | St. Vitus                                      | 888–1806                        | Bistum Eichstätt                                                   | Kanonikerstift; vorher Benediktiner; |
| Hildesheim                        | St. Andreas                                    |                                 | Bistum Hildesheim                                                  | Kanonikerstift |
| Hildesheim                        | St. Johannes                                   | 1204–1547                       | Bistum Hildesheim                                                  | Kanonikerstift |
| Hildesheim                        | St. Mauritius                                  | 1055–1068 / 1068–1810           | Bistum Hildesheim                                                  | Kanonissenstift / Kollegiatstift |
| Hilpoltstein                      | St. Johannes Baptist                           | 1372–1542                       | Bistum Eichstätt                                                   | Kanonikerstift, 5 (später 6) Kanoniker; wurde dem Stift Neuburg angegliedert |
| Horstmar                          | St. Gertrud                                    | 1325–1806                       | Bistum Münster                                                     | Kanonikerstift; Dekan + Kanoniker |
| Ilmmünster                        | St. Arsacius                                   | 1060–1493                       |                                                                    | Kanonikerstift; zur Dotierung des Münchener Liebfrauenstiftes aufgehoben |
| Isen                              | St. Zeno                                       | 12. Jh.                         |                                                                    | Kanonikerstift; vorher Benediktiner |
| Kaiserslautern                    | St. Martin und Maria                           | 1510/1511 bis 1565              |                                                                    | Kanonikerstift; vorher Prämonstratenser |
| Kaiserswerth                      | St. Suitbertus                                 | um 1000 bis 1803                | Erzbistum Köln                                                     | Kanonikerstift |
| Karden                            | St. Castor                                     | bis 1802                        | Erzbistum Trier                                                    | Kanonikerstift |
| Kerpen                            | St. Martin                                     |                                 | Erzbistum Köln                                                     | Kanonikerstift; Königsstift |
| Kettenbach                        | St. Severus                                    | 845–879                         |                                                                    | Kanonikerstift; nach Gemünden verlegt; 12 Kanoniker |
| Kleve                             | St. Maria Himmelfahrt                          | 1334–1802                       | Erzbistum Köln                                                     | Kanonikerstift; Propst (seit 1341) + Dekan + 12 Kanoniker |
| Koblenz                           | St. Florin                                     | bis 1803                        | Erzbistum Trier                                                    | Kanonikerstift |
| Koblenz                           | St. Kastor                                     | 836–1803                        | Erzbistum Trier                                                    | Kanonikerstift |
| Köln                              | St. Andreas                                    |                                 | Erzbistum Köln                                                     | Kanonikerstift |
| Köln                              | St. Cäcilien                                   |                                 | Erzbistum Köln                                                     | Kanonissenstift; Äbtissin + Kanonissen + Kanoniker + Vikare |
| Köln                              | St. Georg                                      |                                 | Erzbistum Köln                                                     | Kanonikerstift |
| Köln                              | St. Gereon                                     |                                 | Erzbistum Köln                                                     | Kanonikerstift |
| Köln                              | St. Maria ad Gradus                            |                                 | Erzbistum Köln                                                     | Kanonikerstift |
| Köln                              | St. Maria im Kapitol                           |                                 | Erzbistum Köln                                                     | Kanonissenstift; Äbtissin + Kanonissen + Kanoniker |
| Köln                              | St. Kunibert                                   |                                 | Erzbistum Köln                                                     | Kanonikerstift |
| Köln                              | St. Petrus und Maria                           |                                 | Erzbistum Köln                                                     | Kanonikerstift; Kathedrale; Propst, Dechant, Scholaster, Chorbischof und 20 Kanoniker (davon 8 Bürgerliche mit Priesterweihe); 24 Domizellare |
| Köln                              | St. Severin                                    |                                 | Erzbistum Köln                                                     | Kanonikerstift |
| Köln                              | St. Ursula                                     |                                 | Erzbistum Köln                                                     | Kanonissenstift; Äbtissin + Kanonissen + 4 Kanoniker |
| Kranenburg                        | St. Peter und Paul                             | 1436–1802                       | Erzbistum Köln                                                     | Kanonikerstift; aus Zyfflich verlegt |
| Landshut                          | St. Martin und Castulus                        | 1598–1803, 1937 wiedererrichtet | Erzbistum München und Freising                                     | Kanonikerstift |
| Laufen                            | Maria Himmelfahrt                              | seit 1618                       | Erzbistum Salzburg                                                 | Kanonikerstift; Dekan und Kanoniker; seit 1809 nicht mehr besetzt |
| Lemgo                             | St. Marien                                     | seit 1575                       |                                                                    | Kanonissenstift |
| Limburg                           | St. Georg                                      | 910                             | Erzbistum Trier                                                    | Kanonikerstift |
| Lindau                            | Unsere Liebe Frau                              | 817/822 bis 1802                | Bistum Augsburg                                                    | Kanonissenstift |
| Lübbecke                          | St. Andreas                                    | 1295–1810                       | Bistum Minden                                                      | Kanonikerstift; aus Ahlden verlegt; 6 Kanoniker; seit 1624 5 evangelische und 1 katholischer Kanoniker |
| Lübeck                            | St. Johannes und Nikolaus                      | bis 1803                        | Bistum Lübeck                                                      | Kanonikerstift; Kathedrale; Propst und 12 (14. Jh. 30) Kanoniker |
| Magdeburg                         | St. Mauritius und Katharina                    |                                 | Erzbistum Magdeburg                                                | Kanonikerstift; Kathedrale |
| Magdeburg                         | St. Nikolai                                    |                                 | Erzbistum Magdeburg                                                | Kanonikerstift |
| Magdeburg                         | St. Sebastian                                  | 1015 bis?                       | Erzbistum Magdeburg                                                | Kanonikerstift |
| Mainz                             | St. Alban                                      | 1419–1802                       | Erzbistum Mainz                                                    | Kanonikerstift (Benediktiner); 1552 niedergebrannt und nicht mehr aufgebaut, fand das Stift im Stephansstift Unterkunft |
| Mainz                             | St. Johannis                                   |                                 | Erzbistum Mainz                                                    | Kanonikerstift |
| Mainz                             | St. Maria ad Gradus                            | bis 1794                        | Erzbistum Mainz                                                    | Kanonikerstift; 16 Kanoniker + 5 Domizellare + 16 Vikare |
| Mainz                             | St. Martin                                     |                                 | Erzbistum Mainz                                                    | Kanonikerstift; Kathedrale |
| Mainz                             | St. Peter vor den Mauern                       | 944–1802                        | Erzbistum Mainz                                                    | Kanonikerstift |
| Mayen                             | St. Clemens                                    | 1592–1802                       | Erzbistum Trier                                                    | Kanonikerstift; vorher Benediktiner |
| Merseburg                         | St. Laurentius und Johannes                    |                                 | Bistum Merseburg                                                   | Kanonikerstift; Kathedrale; evangelisches Stift |
| Meschede                          | St. Walburga                                   | 870–1310                        | Erzbistum Köln                                                     | Adliges Kanonissenstift |
| Meschede                          | St. Walburga                                   | 1310–1805                       | Erzbistum Köln                                                     | Kanonikerstift; Propst + 14 Kanoniker |
| Metelen                           | St. Cornelius und Cyprianus                    | 15. Jh. bis 1803                | Bistum Münster                                                     | Kanonissenstift; Reichsunmittelbar; Äbtissin + Kanonissen + 5 Kanoniker |
| Metten                            | Kloster Metten                                 | 10. Jh. bis 1157                | Bistum Regensburg                                                  | Kanonikerstift; vorher (8. Jh.) und danach Benediktiner, umgesiedelt nach Pfaffenmünster |
| Minden                            | St. Johannis                                   | ca. 1200 bis 1810               | Bistum Minden                                                      | Kanonikerstift; blieb auch nach der Reformation katholisch |
| Minden                            | St. Martini                                    | 1029–1810                       | Bistum Minden                                                      | Kanonikerstift; blieb auch nach der Reformation katholisch |
| Minden                            | St. Petrus                                     | 887–1803/1810                   | Bistum Minden                                                      | Kanonikerstift; Kathedrale; Propst, Dekan und 22 Kanoniker; nach der Reformation Simultankapitel; Dekan musste nach der Reformation evangelischen Bekenntnisses sein |
| Mosbach                           | St. Juliana                                    | 1000/1025 bis 1564              | Bistum Würzburg                                                    | Kanonikerstift; vorher Benediktiner |
| Moosburg                          | St. Maria und Castulus                         | 1027–1598                       |                                                                    | Kanonikerstift; vorher Benediktiner; nach Landshut verlegt |
| Mühldorf                          | St. Nikolaus                                   | 1610–1803                       | Erzbistum Salzburg                                                 | Kanonikerstift |
| München                           | Unsere Liebe Frau                              | 1493–1803                       | Bistum Freising                                                    | Kanonikerstift; Propst, Dekan und 12 Kanoniker; Pontifikalien für den Propst (1593) und den Dekan (1739) |
| Münster                           | St. Ludgeri                                    | 1173–1811                       | Bistum Münster                                                     | Kanonikerstift; Dekan, Scholaster, Thesaurar und 9 Kanoniker; 8 Vikare; Propst war Domherr und kein Kapitelsmitglied; Kanoniker wurden vom Bischof ernannt |
| Münster                           | St. Martini                                    |                                 | Bistum Münster                                                     | Kanonikerstift; Dekan, Scholaster, Thesaurar und 13 Kanoniker; 10 Vikare; Propst war Domherr und kein Kapitelsmitglied; Kanoniker wurden vom Bischof ernannt. |
| Münster                           | St. Mauritz                                    | nach 1064 bis 1811              | Bistum Münster                                                     | Kanonikerstift |
| Münster                           | St. Paul                                       | bis 1811                        | Bistum Münster                                                     | Kanonikerstift; Propstei ist dem Domkapitel inkorporiert; 12 Kanoniker |
| Münstereifel                      | St. Darius                                     |                                 | Erzbistum Köln                                                     | Kanonikerstift |
| Münstermaifeld                    | St. Martin und Severus                         | vor 905 bis 1802                | Erzbistum Trier                                                    | Kanonikerstift |
| Naumburg                          | St. Marien                                     | 1343 bis?                       | Bistum Naumburg                                                    | Kanonikerstift |
| Neuburg                           | St. Peter                                      | 1681–1803                       | Bistum Augsburg                                                    | Kanonikerstift; Dekan und 6 Kanoniker |
| Neuss                             | St. Quirinus                                   | bis 1802                        | Erzbistum Köln                                                     | Kanonissenstift; Äbtissin + Kanonissen + Kanoniker + Vikare |
| Nideggen                          | St. Johann Evangelist                          |                                 | Erzbistum Köln                                                     | Kanonikerstift |
| Odenheim                          |                                                | 1494–1507                       | Bistum Speyer                                                      | Kanonikerstift; vorher Benediktiner; nach Bruchsal verlegt; Propst, Dekan, Scholaster, Cantor, Custos und 12 Kanoniker (davon zwei Bürgerliche mit Doktorat); 7 (später 10) Vikare |
| Oedingen                          | Damenstift                                     | ca. 1000 bis 1533               | Erzbistum Köln                                                     | Adliges Kanonissenstift |
| Oldenburg                         | St. Lambert                                    |                                 | Erzbistum Bremen                                                   | Kanonikerstift |
| Passau                            | St. Salvator                                   | 1490–1803                       | Bistum Passau                                                      | Kanonikerstift; Propst, Dekan und 6 Kanoniker |
| Passau                            | St. Stephan                                    |                                 | Bistum Passau                                                      | Kanonikerstift; Kathedrale |
| Pfaffenmünster                    | St. Tiburtius                                  | 1157–1581                       | Bistum Regensburg                                                  | Kanonikerstift; vorher Benediktiner (8. Jh.); besiedelt aus Metten, 1581 verlegt nach Straubing |
| Quakenbrück                       | St. Sylvester                                  | 1235 bis?                       |                                                                    | Kanonikerstift |
| Quedlinburg                       | St. Servatius                                  | 936–1802/1803                   | Bistum Halberstadt                                                 | Kanonissenstift; Fürstabtei; seit 1540 evangelisches Stift |
| Rees                              | St. Marien                                     |                                 | Erzbistum Köln                                                     | Kanonikerstift |
| Regensburg                        | St. Johann Baptist                             | seit 1226                       | Bistum Regensburg                                                  | Kanonikerstift; 6 bis 12 Kanoniker; Propst und Dekan |
| Regensburg                        | St. Peter                                      | 840–1803                        | Bistum Regensburg                                                  | Kanonikerstift; Kathedrale |
| Regensburg                        | Unsere Liebe Frau zur Alten Kapelle            | seit 875                        | Bistum Regensburg                                                  | Kanonikerstift; durchschnittlich 15 Kanoniker; alle Kanoniker mussten Priester sein |
| St. Wolfgang                      | St. Wolfgang                                   | 1480–1803                       |                                                                    | Kanonikerstift |
| Schildesche                       |                                                | 939–1810                        |                                                                    | Kanonissenstift; Äbtissin und 17 Kanonissen; seit 1688 Simultanstift |
| Schliersee                        | St. Sixtus                                     | 1260- 1493                      |                                                                    | Kanonikerstift; vorher Benediktiner |
| Schlehdorf                        | St. Dionysius, St. Tertulinus                  | 10. Jh. bis 1140                | Bistum Freising                                                    | Kanonikerstift; vorher Benediktiner, danach Augustiner-Chorherren (1140–1803), Dominikanerinnen (seit 1904) |
| Schwäbisch Gmünd                  | Unserer Lieben Frau                            | 1761–1803                       | Bistum Augsburg                                                    | Kanonikerstift; Propst, Dekan und Kanoniker |
| Schwarzrheindorf                  | St. Maria und Clemens                          | bis 1803                        | Erzbistum Köln                                                     | Kanonissenstift; vorher Benediktinerinnen |
| Schwerin                          | St. Maria und Johannes                         |                                 | Bistum Schwerin                                                    | Kanonikerstift |
| Soest                             | St. Patrokli                                   |                                 | Erzbistum Köln                                                     | Kanonikerstift |
| Spalt                             | St. Emmeram                                    | 1037–1619                       | Bistum Eichstätt                                                   | Kanonikerstift; mit St. Nikolaus/Spalt vereinigt; Propst, Dekan (gewählt) und 7 (später 6) Kanoniker; 5 Vikare; Propst wurde vom Regensburger Domkapitel gestellt |
| Spalt                             | St. Nikolaus                                   | 1295–1619                       | Bistum Eichstätt                                                   | Kanonikerstift; 10 Kanoniker; 7 Vikare; Propst wurde durch den Bischof aus dem Domkapitel Eichstätt benannt |
| Spalt                             | Vereinigte Stiftskapitel                       | 1609–1803                       | Bistum Eichstätt                                                   | Kanonikerstift; 2 Pröpste (für jede Kirche einen), Dekan, Senior und 12 Kanoniker; Verwaltung der beiden Kirchen bleibt getrennt |
| Stade                             | St. Willihad                                   |                                 | Erzbistum Bremen                                                   | Kanonikerstift |
| Staufen                           | St. Peter und Paul                             | 1328–1806/1812                  | Bistum Augsburg                                                    | Kanonikerstift |
| Stendal                           | St. Nikolai                                    |                                 | Bistum Halberstadt                                                 | Kanonikerstift; Propst, Dekan, Scholaster, Thesaurar und 9 Kanoniker; Propst wurde durch den Landesherren ernannt, Dignitäre und Kanoniker durch das Kapitel gewählt. |
| Straubing                         | St. Jacobus                                    | 1581–1803                       | Bistum Regensburg                                                  | Kanonikerstift |
| Stuttgart                         | Heilig Kreuz                                   | vor 1314/1320 bis 1552          | Bistum Konstanz                                                    | Kanonikerstift |
| Tittmoning                        | St. Laurentius                                 | 1633–1803                       | Erzbistum Salzburg                                                 | Kanonikerstift |
| Verden                            | St. Maria und Cäcilia                          |                                 | Bistum Verden                                                      | Kanonikerstift; Kathedrale |
| Vilich                            | St. Peter                                      |                                 | Erzbistum Köln                                                     | Kanonissenstift |
| Vilshofen                         | St. Johann Baptist                             | 1345–1803                       | Bistum Passau                                                      | Kanonikerstift |
| Vreden                            | St. Felicitas                                  | 839–1810                        | Bistum Münster                                                     | Kanonissenstift |
| Waldkirch                         | St. Margarethen                                | 31 bis 18064 [??]               | Bistum Konstanz                                                    | Kanonikerstift: Propst, Dekan, Custos/Thesaurar und 3 Kanoniker; 3 Vikare; freie Propstwahl bei Anwesenheit eines bischöflichen und österreichischen Kommissars; Dignitäre und Kanoniker durch das Kapitel gewählt; das Kanonikerstift trat die Gesamtrechtsnachfolge des vormaligen Benediktinerinnenklosters an, das seit ca. 918 bestand und 1430 mit dem Tod der letzten Äbtissin unterging. |
| Weihenstephan                     | Kloster Weihenstephan                          | um 830 bis 1021                 | Bistum Freising                                                    | Kanonikerstift; davor und danach Benediktiner |
| Wissel                            | St. Clemens                                    |                                 | Erzbistum Köln                                                     | Kanonikerstift; Propst, Dechant, Scholaster und 11 (später 12) Kanoniker |
| Worms                             | St. Marien                                     | 1298                            | Bistum Worms                                                       | Kanonikerstift; 12 Kanoniker |
| Worms                             | St. Martin                                     | bis 1802                        | Bistum Worms                                                       | Kanonikerstift |
| Worms                             | St. Peter                                      |                                 | Bistum Worms                                                       | Kanonikerstift; Kathedrale |
| Würzburg                          | Neumünster (St. Johannes Evangelist)           | ca. 1057 bis 1803               | Bistum Würzburg                                                    | Kanonikerstift; 30 Kanoniker; ca. 30 Vikare; Propstei seit 1157 dem Domkapitel Würzburg inkorporiert |
| Würzburg                          | St. Maria und Andreas                          | 1464–1803                       | Bistum Würzburg                                                    | Kanonikerstift; Ritterstift; vorher Benediktiner; 18 Kanoniker; Propstei mit Würzburger Domherren besetzt |
| Würzburg                          | Stift Haug (SS. Johann Evangelist und Baptist) | 1000–1803                       | Bistum Würzburg                                                    | Kanonikerstift; 30 (später 38) Kanoniker; Propstei mit Würzburger Domherren besetzt |
| Xanten                            | St. Viktor                                     |                                 | Erzbistum Köln                                                     | Kanonikerstift |
| Zeitz                             |                                                | ca. 1028                        | Bistum Naumburg                                                    | Kanonikerstift; ehemalige Kathedrale |
| Zyfflich                          | St. Martin                                     | 1002/1021 bis 1436              | Erzbistum Köln                                                     | Kanonikerstift; nach Kranenburg verlegt |

## Frankreich

### A
- Collégiale Saint-Vulfran, Abbeville
- Collégiale Notre-Dame, Aigueperse (Puy-de-Dôme)
- Collégiale Sainte-Marie-Madeleine, Aigueperse (Rhône)
- Collégiale Saint-Pierre, Aire-sur-la-Lys
- Collégiale Notre-Dame-de-l’Assomption, Aix-en-Provence
- Collégiale Saint-Salvi, Albi
- Collégiale Notre-Dame, Les Andelys
- Collégiale Saint-Laud, Angers
- Collégiale Saint-Lézin, Angers (ou Saint-Jean-Baptiste)
- Collégiale Saint-Mainbœuf, Angers
- Collégiale Saint-Martin, Angers
- Collégiale Saint-Maurille, Angers
- Collégiale Saint-Pierre, Angers (démolie en 1791)
- Collégiale Saint-Blaise, Apchon
- Collégiale Saint-Pierre, Appoigny
- Collégiale de la Major, Arles (ou Sainte-Marie-Majeure, 1550-?)
- Collégiale Saint-Martin, Artonne
- Collégiale d'Assais-les-Jumeaux, Assais-les-Jumeaux
- Collégiale Notre-Dame, Auffay
- Collégiale Saint-Pancrace, Aups
- Collégiale Saint-Esprit, Auray
- Collégiale Saint-Laurent, Auzon
- Collégiale Saint-Lazare, Avallon
- Collégiale Saint-Nicolas, Avesnes-sur-Helpe
- Collégiale Saint-Agricol, Avignon
- Collégiale Saint-Didier, Avignon
- Collégiale Saint-Pierre, Avignon
- Collégiale des Roches-Tranchelion, Avon-les-Roches (1527-?)

### B
- Collégiale Saint-Pierre, Bar-le-Duc (1315-?)
- Collégiale Saint-Marcel, Barjols (1060-?)
- Collégiale Notre-Dame-des-Pommiers, Beaucaire (Gard)
- Collégiale Notre-Dame de Beaujeu, Beaujeu
- Notre-Dame, Beaune
- Collégiale de Bédouès, Bédouès
- Collégiale Saint-Cerneuf, Billom
- Collégiale Saint-Michel, Blainville-Crevon
- Collégiale Saint-Aubin, Blaison-Gohier
- Collégiale Saint-Pierre, Blesle
- Collégiale Saint-Jacques, Blois (1366-?)
- Collégiale Saint-Sauveur, Blois
- Collégiale Saint-Martin, Bollène
- Collégiale Saint-Seurin, Bordeaux
- Collégiale Notre-Dame, Boulogne-sur-Mer
- Collégiale Notre-Dame, Bourg-en-Bresse
- Collégiale du château-lès-Bourges, Bourges
- Collégiale Saint-Ursin, Bourges
- Collégiale Saint-Pierre, Bourg-lès-Valence
- Collégiale Saint-Florentin, Bourmont
- Collégiale de Brech, Brech (1482-?)
- Collégiale Saint-Sulpice, Breteuil
- Collégiale Notre-Dame, Briançon
- Collégiale Saint-Martin, Brive-la-Gaillarde
- Collégiale Saint-Michel, Bueil-en-Touraine

### C
- Collégiale du Saint-Sépulcre, Caen (1219–1791)
- Collégiale Saint-Martin, Candes-Saint-Martin
- Collégiale Saint-Étienne, Capestang
- Collégiale Notre-Dame d'Yvois, Carignan
- Collégiale Notre-Dame, Cassel
- Collégiale Notre-Dame, Casteljaloux
- Collégiale de l’Assomption, Castelnau-Magnoac
- Collégiale Saint-Michel, Castelnaudary
- Collégiale Notre-Dame en Vaux, Châlons-en-Champagne
- Collégiale Notre-Dame, Chamalières
- Collégiale Sainte-Marie-Madeleine, Champeaux
- Collégiale Saint-Martin, Champeaux
- Collégiale Saint-André, Chartres
- Collégiale Saint-Pierre, Chauvigny
- Collégiale Saint-Mexme, Chinon
- Collégiale Saint-Martin, Clamecy
- Collégiale Notre-Dame-de-Prospérité, Clermont-Ferrand
- Collégiale Saint-Eutrope, Clermont-Ferrand
- Collégiale Saint-Paul, Clermont-l’Hérault
- Collégiale Notre-Dame, Cléry-Saint-André (heute Basilika)
- Collégiale Notre-Dame, Clisson
- Collégiale Saint-Martin, Colmar
- Collégiale Notre-Dame-de-l’Annonciation, Corbara
- Collégiale Saint-Étienne, Corbie
- Collégiale Saint-Aignan, Courmemin
- Collégiale Notre-Dame-de-l’Assomption, Crécy-la-Chapelle
- Collégiale Saint-Thomas-de-Canterbury, Crépy-en-Valois

### D
- Collégiale Notre-Dame, Dammartin-en-Goële
- Collégiale Saint-Laurent, Dieulouard
- Collégiale Notre-Dame, Dole
- Collégiale Saint-Pierre du Dorat, Le Dorat
- Collégiale Saint-Amé, Douai
- Collégiale Saint-Pierre, Douai
- Collégiale Saint-Étienne, Dun-sur-Auron
- Collégiale Saint-Cyr, Durtol

### E
- Collégiale Notre-Dame-de-l’Assomption, Écouis
- Collégiale Saint-Victor-et-Sainte-Couronne, Ennezat
- Collégiale Saint-Médard, Épieds
- Collégiale Notre-Dame-du-Fort, Étampes
- Collégiale Saint-Martin, Étampes
- Collégiale Notre-Dame-et-Saint-Laurent, Eu
- Collégiale Saint-Étienne, Eymoutiers

### F
- Collégiale Saint-Georges, Faye-la-Vineuse
- Collégiale Saint-Rémy, Fénétrange
- Collégiale Notre Dame du Folgoët, Le Folgoët

### G
- Collégiale Saint-Antoine, Gaillon
- Collégiale Saint-Pierre, Gerberoy
- Collégiale de Gisors, Gisors
- Collégiale Saint-Hildevert, Gournay-en-Bray
- Collégiale Saint-André, Grenoble
- Collégiale Saint-Sauveur, Grignan
- Collégiale Notre-Dame, Guebwiller
- Collégiale Saint-Aubin, Guérande (vers 870-1791)
- Collégiale Notre-Dame, La Guerche-de-Bretagne (1206–1791)

### H
- Collégiale Notre-Dame, Herment
- Collégiale Saint-Étienne, Hombourg-Haut
- Collégiale Saint-Paul, Hyères

### I
- Collégiale Saint-Laurent, Ibos
- Collégiale Saint-Martin, L’Isle-Jourdain
- Collégiale Notre-Dame-des-Anges, L’Isle-sur-la-Sorgue

### J
- Collégiale Saint-Vrain, Jargeau
- Collégiale Sainte-Candide, Jegun

### L
- Collégiale Notre-Dame-de-Grande-Puissance, Lamballe
- Collégiale Saint-Gal, Langeac
- Collégiale Saint-Gervais-Saint-Protais, Langogne
- Collégiale Saint-Michel-et-Saint-Gangolphe, Lautenbach
- Collégiale Saint-Rémy, Lautrec
- Collégiale Saint-Tugal, Laval
- Collégiale Saint-Martin, Léré
- Collégiale Saint-Sylvain, Levroux
- Collégiale Saint-Pierre, Lille (1794 zerstört)
- Collégiale Saint-Ours, Loches
- Collégiale de Longpré, Longpré-les-Corps-Saints
- Collégiale Saint-Martin, Lorgues
- Collégiale Saint-Pierre, Luri

### M
- Collégiale du Malzieu, Le Malzieu-Ville
- Collégiale Saint-Pierre-la-Cour, Le Mans
- Collégiale Notre-Dame, Mantes-la-Jolie
- Collégiale Saint-Léger, Marsal
- Collégiale Sainte-Marie-des-Accoules, Marseille (1551-?)
- Collégiale Notre-Dame-de-la Carce, Marvejols
- Collégiale de Mehun-sur-Yèvre, Mehun-sur-Yèvre
- Collégiale Notre-Dame, Melun
- Collégiale Notre-Dame-la-Ronde, Metz
- Collégiale Saint-Sauveur, Metz
- Collégiale Saint-Thiébaut, Metz
- Collégiale Saint-Marcellin-de-Monistrol, Monistrol-sur-Loire
- Collégiale Notre-Dame la Grande, Montbrison
- Collégiale Sainte-Croix, Montélimar
- Collégiale Notre-Dame-et-Saint-Loup, Montereau-Fault-Yonne
- Collégiale Saint-Martin, Montmorency
- Collégiale Saint-Martin, Montpezat-de-Quercy
- Collégiale Notre-Dame, Montréal
- Collégiale Saint-Vincent, Montréal
- Collégiale Saint-Jean-Baptiste, Montrésor
- Collégiale Saint-Évroult, Mortain
- Collégiale de Munster, Munster (1254-?)

### N
- Collégiale Saint-Paul-Serge, Narbonne
- Collégiale Saint-Florent, Niederhaslach

### O
- Collégiale Saint-Maurice, Oiron
- Collégiale Saint-Aignan, Orléans

### P
- Collégiale Saint-Jean, Pézenas
- Collégiale Saint-Barthélemy, Pimbo
- Collégiale Saint-Georges, Pithiviers
- Collégiale Notre-Dame, Poissy
- Notre-Dame la Grande, Poitiers (avant 1789)
- Sainte-Radegonde, Poitiers (avant 1789)
- Saint-Hilaire le Grand, Poitiers (avant 1789)
- Collégiale Saint-Hippolyte, Poligny
- Saint-Martin, ehemals Sainte-Croix-sur-le-Pont, Pont-à-Mousson (1384-?)
- Collégiale Notre-Dame, Pont-de-Vaux (1515–1535 bis zur Französischen Revolution)
- Collégiale Notre-Dame-de-Roscudon, Pont-Croix
- Collégiale Saint-Quiriace, Provins
- Collégiale Saint-Louis du château de Castelnau-de-Bretenoux, Prudhomat

### Q
- Collégiale, Quézac

### R
- Collégiale Notre-Dame, Ribérac
- Collégiale d'Ussé, Rigny-Ussé
- Collégiale Saint Jean-Baptiste, La Roche-sur-Foron
- Collégiale de la Rochebeaucourt, La Rochebeaucourt-et-Argentine
- Collégiale Notre-Dame-de-la Tronchaye, Rochefort-en-Terre
- Collégiale Saint-Barnard, Romans-sur-Isère
- Collégiale Saint-Pierre, La Romieu
- Collégiale Saint-Jean-Baptiste-et-Saint-Jean-l’Evangéliste, Roquemaure
- Collégiale Notre-Dame-du-Roncier, Rostrenen

### S
- Collégiale de Saint-Aignan, Saint-Aignan
- Collégiale de Saint-Bonnet, Saint-Bonnet-le-Château
- Collégiale Saints-Pierre-et-Paul, Saint-Donat-sur-l’Herbasse
- Collégiale Saint-Émilion, Saint-Émilion
- Collégiale Notre-Dame, Saint-Flour
- Collégiale Saint-Pierre, Saint-Gaudens
- Collégiale Notre-Dame-de-Saint-Hippolyte, Saint-Hippolyte
- Collégiale Saint-Pierre, Saint-Julien-du-Sault
- Collégiale Saint-Junien, Saint-Junien
- Collégiale Saint-Léonard, Saint-Léonard-de-Noblat
- Collégiale de Saint-Loubouer, Saint-Loubouer
- Collégiale Saint-Austrégésile, Saint-Outrille
- Collégiale Saint-Martin, Saint-Rémy-de-Provence
- Collégiale de Saint-Ségal, Saint-Ségal
- Collégiale de Saint-Yrieix, Saint-Yrieix-la-Perche
- Collégiale Saint-Laurent, Salon-de-Provence (1499-?)
- Collégiale de Samoëns, Samoëns
- Collégiale Saint-Médard, Saugues
- Collégiale Saint-Andoche, Saulieu
- Collégiale Saint-Louis, La Saussaye
- Collégiale de Saverne, Saverne
- Collégiale Saint-Vincent, Sayat
- Collégiale Saint-Piat, Seclin
- Collégiale de Selles-sur-Cher, Selles-sur-Cher
- Collégiale Notre-Dame, Semur-en-Auxois
- Collégiale Saint-Hilaire, Semur-en-Brionnais
- Collégiale Saint-Frambourg, Senlis
- Collégiale Notre-Dame-de-Grâce, Sérignan
- Collégiale Saint-Pierre, Six-Fours-les-Plages
- Collégiale Santa-Maria Assunta, Speloncato
- Collégiale Saint-Pierre-le-Jeune, Strasbourg
- Collégiale Saint-Pierre-le-Vieux, Strasbourg
- Collégiale Saint-Thomas, Strasbourg
- Collégiale Saint-Arbogast, Surbourg
- Collégiale Saint-Omer, Lillers

### T
- Collégiale Sainte-Marthe, Tarascon (1482-?)
- Collégiale Notre-Dame, Tende
- Collégiale Saint-Thiébaut, Thann
- Collégiale Saint-Pierre, Tonquédec
- Collégiale Saint-Gengoult, Toul
- Collégiale Saint-Julien, Tournon-sur-Rhône
- Collégiale Saint-Martin, Tours
- Collégiale Saint-Martin, Troo
- Collégiale Saint-Pantaléon, Turenne

### U
- Collégiale Notre-Dame, Uzeste

### V
- Collégiale Saint-Laurian, Vatan
- Collégiale Notre-Dame, Vernon
- Collégiale Saint-Pierre, Vic-Fezensac
- Collégiale de Thil, Vic-sous-Thil
- Collégiale Notre-Dame-de-Villefranche, Villefranche-de-Rouergue
- Collégiale Notre-Dame, Villeneuve-lès-Avignon (1333-?)
- Collégiale Notre-Dame-de-Vitré, Vitré
- Collégiale Sainte-Madeleine, Vitré
- Collégiale Notre-Dame, Vitry-le-François (1212-?)

## Italien
| Ort         | Name                               | Bestehenszeit | Bistum                | Anmerkungen                                                 |
| ----------- | ---------------------------------- | ------------- | --------------------- | ----------------------------------------------------------- |
| Caltagirone | San Giuliano                       |               | Bistum Caltagirone    | Kanonikerstift; 1 Propst, 1 Dekan, 1 Erzpriester, 9 Kan     |
| Fabriano    | San Venanzio                       |               | Bistum Fabriano       | Kanonikerstift; 1 Prior, 9 Kan                              |
| Genua       | Basilica delle Vigne               |               | Erzbistum Genua       | Kanonikerstift; 1 Propst, 5 Kan                             |
| Mailand     | San Ambrogio                       |               | Erzbistum Mailand     | Kanonikerstift; 16 Kan (davon 4 Dignitäre)                  |
| Piacenza    | San Antonio                        |               | Bistum Piacenza       | Kanonikerstift; 7 Kan                                       |
| Ravenna     |                                    |               | Erzbistum Ravenna     | Kanonikerstift; 12 Kan                                      |
| Rom         | San Giovanni in Laterano           |               | Bistum Rom            | Kanonikerstift; 1 Erzpriester; 21 Kan                       |
| Rom         | San Pietro in Vaticano             |               | Bistum Rom            | Kanonikerstift                                              |
| Rom         | Santa Maria ad Martyres (Pantheon) |               | Bistum Rom            | Kanonikerstift; 12 Kan                                      |
| Rom         | Santa Maria Maggiore               |               | Bistum Rom            | Kanonikerstift, 1 Erzpriester, 20 Kan                       |
| Tivoli      | San Lorenzo                        |               | Bistum Tivoli         | Kanonikerstift; 1 Archidiakon, 1 Camerlengo, 1 Dekan, 7 Kan |
| Velletri    | San Clemente                       |               | Bistum Velletri-Segni | Kanonikerstift, 1 Erzpriester; 8 Kan                        |

- Karte mit allen verlinkten Seiten:
- OSM |
- WikiMap